# О. Джей Сімпсон
Оре́нтал Джеймс «О. Джей» Сі́мпсон (англ. Orenthal James «O. J.» Simpson; {9 липня 1947, Сан-Франциско, Каліфорнія — 10 квітня 2024, Лас-Вегас, Невада)  — американський професійний футболіст НФЛ, актор.

## Біографія
Перше визнання отримав як футболіст НФЛ, був першим в історії ліги, хто пробіг 2000 ярдів в одному сезоні. Як зірка футболу знімався у декількох фільмах, зокрема у кінокомедії «Голий пістолет».

## Судові процеси
У 1995 р. звинувачувався у вбивстві власної дружини Ніколь Сімпсон та її коханця Рона Голдмана. Після довгого та скандального судового процесу був виправданий у кримінальних злочинах, однак у 1997 р. за позовом родичів жертв вбивств був визнаний винним у спричиненні смерті у цивільному суді. За вироком суду мав виплатити компенсацію родичам загиблих у розмірі 33,5 млн доларів. У вересні 2007 р. арештований за скоєння декількох злочинів під час спроби силою повернути свої колишні спортивні кубки у м. Лас-Вегас. 3 жовтня був визнаний винним у збройному пограбуванні та викраденні людей і 5 грудня 2008 р. засуджений до 33 років ув'язнення з можливістю дострокового звільнення через 9 років.

## Фільмографія
- 1994 Голий пістолет 33⅓: Остання образа
- 1993 Ніде сховатися
- 1992 ЦРУ: Операція «Алекса»
- 1991 Голий пістолет 2½: Запах страху
- 1988 Голий пістолет
- 1987 Назад на пляж
- 1979 Вогнева міць
- 1977 Козеріг один
- 1976 Переправа Кассандра
- 1976 Загін вбивць
- 1974 Пекло в піднебессі
- 1974 Людина клану
- 1973 Чому?